# Gamma
Gamma (chữ hoa Γ, chữ thường γ; tiếng Hy Lạp: Γάμμα) là chữ cái thứ ba trong bảng chữ cái Hy Lạp. Trong hệ thống các chữ số Hy Lạp, nó mang giá trị là 3. Nó được bắt nguồn từ chữ cái Gimel trong bảng chữ cái Phoenicia. Các chữ cái bắt nguồn từ Gamma gồm chữ cái C và G trong tiếng La Mã và các chữ Ge Г và Ghe Ґ trong bảng chữ cái Kirin.

## Sử dụng
Đọc thêm: Tia gamma
Tia gamma ký hiệu là γ, là một loại bức xạ điện từ hay quang tử có tần số cực cao.